# Trương Trác Văn
Trương Trác Văn (chữ hán: 张倬闻, bính âm: Zhāng Zhuō Wén, sinh ngày 28 tháng 2 năm 1986 tại Thẩm Dương, Liêu Ninh) là một nam diễn viên, ca sĩ người Trung Quốc, tốt nghiệp khoa Diễn xuất của Học viện Hý kịch Trung ương khóa 2005.

## Sự nghiệp

### 2006 - 2012
Năm 2006, khi còn trên ghế nhà trường nam diễn viên đã tham gia bộ phim điện ảnh đầu tay Em chính là người anh yêu, chính thức bước chân vào làng giải trí.
Năm 2007, anh đóng vai Lý Tiểu Long trong tác phẩm điện ảnh Người yêu không thể phục chế cùng La Tấn.
Ngày 9 tháng 1 năm 2009 Trương Trác Văn tham gia ghi hình đặc biệt cho chương trình Trại huấn luyện nghệ sĩ Mango dành cho các sinh viên tốt nghiệp khoa Diễn xuất 2005 tại Hồ Nam. Tuy được trao giải thí sinh diễn vai Ngũ A Ca xuất sắc nhất, sau chiến thắng cuộc thi song qua đào tạo tuyển chọn Trương Trác Văn lại xuất hiện trong vai Tiểu Trác Tử - một trong bốn thái giám thân cận của Tiểu Yến Tử trong phim truyền hình Tân Hoàn Châu Cách Cách (2011).
Ngày 25 tháng 6 năm 2011, anh chính thức tham gia bộ phim Kết hôn trước yêu sau với vai Kiều Lương. Cùng năm đó, anh nhận được vai chính đầu tiên Kiều Phong trong bộ phim tình cảm Con nhà nghèo, con nhà giàu.
Năm 2012 anh tham đóng vai nam thứ trong phim hài Thuận Phong Xa. Cùng năm Trương Trác Văn tham gia phim kiếm hiệp Tân tiếu ngạo giang hồ với vai Lục Đại Hữu.

### 2013 - 2019
Năm 2013, anh tham gia bộ phim truyền hình sử thi Mao Trạch Đông của đạo diễn Cao Hi Hi, đóng vai Tiêu Tử Thăng. Cùng năm, anh xuất hiện trong bộ phim tiên hiệp Tân bát tiên truyền kỳ, lần đầu đóng hai vai cho nhân vật Hàn Tương Tử và Thạch Tuấn Khanh. Vào tháng 10, anh tham gia tác phẩm võ thuật Thiếu Lâm Tàng Kinh Các với vai nam chính Từ Tử Hào.
Vào tháng Giêng năm 2014, bộ phim truyền hình thần thoại tiên hiệp Anh Hùng Phong Thần Bảng Trương Trác Văn đóng vai Na Tra. Cũng cùng năm đó, anh tham gia tác phẩm Làm thuê nuôi mẹ (24 tấm gương hiếu thảo) vai Giang Cách.
Vào ngày 19 tháng 2 năm 2015, Trương Trác Văn tiếp tục tham gia vào bộ phim thần thoại cổ trang Anh Hùng Phong Thần Bảng phần 2 với vai Na Tra. Ngày 16 tháng 6 năm 2015, anh tham gia bộ phim thể loại niên đại, trinh thám Mật khẩu màu da cam đóng vai chính Đường Tử Văn.
Vào ngày 27 tháng 2 năm 2016, Trương Trác Văn lại tiếp tục đóng vai chính Chu Nguyên Chương trong bộ phim truyền hình Chân mệnh thiên tử. Ngày 30 tháng 6 năm 2016, bộ phim truyền hình Nhẫn Đông Nhiễm Sắc Vi do Trương Trác Văn đóng nam chính Trần Chính Định.
Năm 2017, Trương Trác Văn đóng vai Mạc Anh Hào trong bộ phim Điệp Huyết Trường Giang. Ngày 18 tháng 1 năm 2016, công chiếu phim truyền hình Hàng Long Phục Hổ Tiểu Tế Công với vai diễn kép Hàng Long và Hồng Thiếu Dư.
Ngày 24 tháng 8 năm 2018, ra mắt phim Thiên khuyết ca của chúng ta đóng vai Khúc Hằng và đóng góp nhiều ca khúc nhạc phim do tự mình thể hiện. Ngày 26 tháng 1 năm 2018, anh ra mắt bộ phim chiếu mạng Váy cưới của hoàng tử Hải Mã với vai nam chính được phát sóng trên kênh IQIYI. Ngày 27 tháng 2 năm 2018, Trương Trác Văn thử sức với vai Sơn Gia Lâm trong bộ phim kinh dị Trấn hồn khúc chi phi niệm.
Năm 2019, anh tham gia bộ phim điện ảnh Thất kiếm hạ Thiên Sơn và đóng vai nam chính số một Lăng Vị Phong trong phim. Ngày 19 tháng 3 năm 2019, anh góp mặt trong bộ phim cách mạng Cộng sản Lưu Thiếu Kỳ. Ngày 26 tháng 8 năm 2019, anh tiếp tục tham gia một vai nhỏ trong bộ phim truyền hình cách mạng sử thi Bước ngoặc vĩ đại được phát sóng đồng thời trên iQiyi, Youku và Tencent Video.

### 2020 - nay
Ngày 15 tháng 11 năm 2020, ra mắt phim điệp viên trinh thám Điệp Hải Truy Tung với vai nam chính Tôn Dương.
Vào ngày 27 tháng 12 năm 2020, phim truyền hình sử thi Vượt qua Áp Lục Giang được công chiếu lần đầu trên CCTV.
Vào ngày 24 tháng 1 năm 2021, bộ phim hành động anh vào vai chính trong tình cảm gay cấn Thượng Hải Dạ Hành 1 Vụ Án Hắc Kim được phát sóng độc quyền trên IQIYI.
Ngày 19 tháng 12 năm 2021, phát sóng phim Gió mát trăng thanh hoa đua nở trên nền tảng IQIYI và Tencent (WeTV). Cuối năm 2021, phát sóng phim Nhất Niệm Thời Quang (quay 2018) trên Youku, trong vai Cung Úc.
Vào ngày 18 tháng 3 năm 2022, bộ phim Thượng hải Dạ Hành 2 Nguy Hiểm Du Hí được công chiếu.

## Đời tư
Về vấn đề tình cảm, Trương Trác Văn chưa kết hôn cũng như chưa có bất cứ thông tin về bạn gái anh được tiết lộ. Anh từng có tin đồn tình cảm với nữ diễn viên Lý Mộc Tử nhưng thực tế họ là những người bạn rất thân thiết của nhau.

## Tác phẩm đã tham gia

### Phim điện ảnh
| Năm  | Thời gian phát sóng | Tên phim (tiếng Việt)                | Tên phim (tiếng Trung) | Vai diễn                | Ghi chú   |
| ---- | ------------------- | ------------------------------------ | ---------------------- | ----------------------- | --------- |
| 2006 | 30.8.2006           | Em chính là người anh yêu            | 爱的是你               | Lục Dương 许书琦        |           |
| 2007 | 14.3.2010           | Người yêu không thể phục chế         | 不可复制的恋人         | Lý Tiểu Long 梁小龙     |           |
| 2012 |                     | Thuận Phong Xa                       | 顺风车                 | Triệu Tiểu Lượng 赵小亮 |           |
| 2018 | 16.1.2018           | Váy Cưới Của Hoàng Tử Hải Mã         | 海马王子 王子的嫁衣    | Thiên Nhất 天一         | web drama |
| 2018 | 27.2.2018           | Trấn hồn khúc chi phi niệm           | 镇魂曲之非念           | Lâm Chí Thiện 林至善    | web drama |
| 2019 | 8.3.2019            | Thất Kiếm Hạ Thiên Sơn               | 七剑下天山之修罗眼     | Lăng Vị Phong 凌未风    | web drama |
| 2021 | 24.1.2021           | Thượng Hải Dạ Hành 1 Vụ Án Hắc Kim   | 上海夜行1黑金迷案      | Lương Gia Tấn 罗惠德    | web drama |
| 2022 | 18.3.2022           | Thượng hải Dạ Hành 2 Nguy Hiểm Du Hí | 上海夜行2危险游戏      | Lương Gia Tấn 罗惠德    | web drama |

### Phim truyền hình dài tập
| Năm  | Thời gian phát sóng | Tên phim (tiếng việt)          | Tên phim (tiếng Trung) | Vai diễn                                          | Ghi chú             |
| ---- | ------------------- | ------------------------------ | ---------------------- | ------------------------------------------------- | ------------------- |
| 2010 |                     | Tôi yêu Bắc Kinh Thiên An Môn  | 我爱北京天安门         | Cù Đông Đông 瞿东东                               |                     |
| 2011 | 16.7.2011           | Tân Hoàn Châu Cách Cách        | 新还珠格格             | Tiểu Trác Tử 小桌子                               |                     |
| 2012 | 12.1.2012           | Kết hôn trước yêu sau          | 先结婚后恋爱           | Kiều Lương 乔良                                   |                     |
| 2012 | 1.10.2012           | Con nhà nghèo, Con nhà giàu    | 穷孩子富孩子           | Kiều Phong 乔枫                                   |                     |
| 2013 | 5.2.2013            | Tân Tiếu Ngạo Giang Hồ         | 笑傲江湖               | Lục Đại Hữu (Lục Hầu Nhi) 陆大有                  |                     |
| 2013 | 25.12.2013          | Mao Trạch Đông                 | 毛泽东                 | Tiêu Tử Thăng 萧子升                              |                     |
| 2014 | 31.1.2014           | Tân Bảng Phong Thần 1          | 封神英雄榜 1           | Na tra 哪咤                                       |                     |
| 2014 | 5.10.2014           | Tân Bát Tiên Truyền Kỳ         | 剑侠(八仙前传)         | Hàn Tương Tử/Thạch Tuấn Khanh 韩湘子/石俊卿       |                     |
| 2014 | 27.10.2014          | Thiếu lâm tàng kinh các        | 少林寺传奇·藏经阁      | Từ Tử Hào 徐子豪                                  |                     |
| 2015 | 19.2.2015           | Tân Bảng Phong Thần 2          | 封神英雄 2             | Na tra 哪咤                                       |                     |
| 2015 | 16.6.2015           | Mật Khẩu Màu Cam               | 橙色密码               | Đường Tử Văn 唐子文                               |                     |
| 2016 | 27.2.2016           | Chân Mệnh Thiên Tử             | 真命天子               | Chu Thất - Chu Trùng Bát/Chu Nguyên Chương 朱元璋 |                     |
| 2016 | 30.6.2016           | Nhẫn Đông Diễm Sắc Vi          | 忍冬艳蔷薇             | Trần Chính Định 陈正定                            |                     |
| 2016 | 18.1.2016           | Hàng Long Phục Hổ Tiểu Tế Công | 降龙伏虎小济公         | Hàng Long/ Hồng Thiếu Dư 降龙/ 洪少佘             | web drama           |
| 2018 | 30.9.2018           | Điệp Huyết Trường Giang        | 喋血长江               | Mạc Anh Hào 莫英豪                                | Vai thứ             |
| 2018 | 24.8.2018           | Thiên Khuyết Ca Của Chúng Ta   | 我们的千阙歌           | Khúc Hằng 曲恒                                    | Vai thứ             |
| 2019 | 13.9.2019           | Cộng sản Lưu Thiếu Kỳ          | 共产党人刘少奇         | Hồng Canh Dương                                   |                     |
| 2019 | 26.8.2019           | Bước Ngoặt Vĩ Đại              | 伟大的转折             | Trần Thành 陈诚                                   |                     |
| 2020 | 15.11.2020          | Điệp Hải Truy Tung             | 谍海追踪               | Tôn Dương 孙阳                                    |                     |
| 2020 | 27.12.2020          | Vượt qua Áp Lục Giang          | 跨过鸭绿江             | Lôi Anh Phu 洪庚扬                                |                     |
| 2021 | 19.12.2021          | Gió mát trăng thanh hoa đua nở | 清风朗月花正开         | Hà Chí Cốc 何质谷                                 | web drama           |
| 2021 | 30.12.2021          | Nhất Niệm Thời Quang           | 一念时光               | Cung Úc 宫彧                                      | quay 2018           |
| TBA  |                     | Hạ mạt sơ kiến                 | 夏末初见               |                                                   | web drama quay 2021 |

****(in đậm là vai chính)

### Phim ngắn
| Năm  | Thời gian phát sóng | Tên phim (tiếng Việt)                    | Tên phim (tiếng Trung)    | Vai diễn          |
| ---- | ------------------- | ---------------------------------------- | ------------------------- | ----------------- |
| 2014 | 21.11.2014          | Làm thuê nuôi mẹ(24 Tấm gương hiếu thảo) | 行傭供母 (24孝之行佣供母) | Giang Cách (江革) |

### Tham gia vở kịch
| Năm  | Tên vở kịch   | Tên tiếng trung |
| ---- | ------------- | --------------- |
| 2006 | Giam Cầm      | 禁闭            |
| 2007 | Đại Tuyết Địa | 大雪地          |
| 2007 | Cổ Tháp Nhai  | 古塔街          |

## Âm nhạc

### Nhạc phim (OST)
| Năm  | Ca khúc              | Ca khúc         | Phim                         | Thể hiện với              |
| Năm  | Tên tiếng việt       | Tên tiếng Trung | Phim                         | Thể hiện với              |
| ---- | -------------------- | --------------- | ---------------------------- | ------------------------- |
| 2011 | Cát tường ca         | 吉祥歌          | Tân hoàn châu cách cách      | Lý Thạnh ft Tứ đại tài tử |
| 2014 | Thần tiên đạo        | 神仙道          | Tân Bảng Phong Thần 1        | Solo                      |
| 2014 | Anh hùng vô oán      | 英雄无怨        | Tân Bát Tiên Truyền Kỳ       | Solo                      |
| 2014 | Vì em                | 为你            | Tân Bát Tiên Truyền Kỳ       | Kim Lâm                   |
| 2015 | Thiên cơ             | 天機            | Tân Bảng Phong Thần 2        | Hàn Nguyên Nguyên         |
| 2015 | Mưa nước mắt         | 雨泪            | Gia hòa vạn sự hưng          | Solo                      |
| 2017 | Tiểu yêu chạy đi đâu | 小妖哪里跑      | Tiểu tế công                 | Nghiêm Phác               |
| 2017 | Hồng trần chi ngoại  | 红尘之外        | Tiểu tế công                 | Trương Nhan               |
| 2018 | Thiên Khuyết Ca      | 千阙歌          | Thiên Khuyết ca của chúng ta | Trương Nhan               |
| 2018 | Cái nhìn của em      | 你的样子        | Thiên Khuyết ca của chúng ta | Solo                      |
| 2018 | Du hành trong mộng   | 梦的旅行        | Thiên Khuyết ca của chúng ta | Solo                      |
| 2018 | Tuổi trẻ ngông cuồng | 年少轻狂        | Thiên Khuyết ca của chúng ta | Solo                      |

### Ca khúc thể hiện trong các chương trình
| Năm  | Ca khúc                     | Ca khúc         | Tên chương trình                                  | Tham khảo |
| Năm  | Tên tiếng Việt              | Tên tiếng Trung | Tên chương trình                                  | Tham khảo |
| ---- | --------------------------- | --------------- | ------------------------------------------------- | --------- |
| 2010 | Hạnh phúc là trên hết       | 快乐至上        | Trại huấn luyện Nghệ sĩ Mango                     |           |
| 2012 | Mây trái tim                | 心云            | Họp báo ra mắt phim "Con nhà giàu, con nhà nghèo" | [ 13 ]    |
| 2014 | Thần tiên đạo               | 神仙道          | Suy nghĩ nhiều hơn về điện ảnh và truyền hình     |           |
| 2015 | Thư báo bình an hạ tân xuân | 书报平安贺新春  | Đêm nhạc hội mừng xuân Ất Mùi đài Sơn Đông        | [ 14 ]    |

## Hoạt động khác

### Chương trình tạp kỹ
| Năm  | Tên chương trình              | Tên tiếng Trung  | Kênh     | Khách mời khác             |
| ---- | ----------------------------- | ---------------- | -------- | -------------------------- |
| 2009 | Ngày ngày tiến lên            | 天天向上         | Hồ Nam   |                            |
| 2010 | Trại huấn luyện Nghệ sĩ Mango | 芒果训练营       | Hồ Nam   |                            |
| 2011 | Trí dũng đại trùng quan       | 智勇大冲关       | Hồ Nam   |                            |
| 2011 | Happy Camp                    | 快乐大本营       | Hồ Nam   |                            |
| 2011 | Hương vị cuộc sống            | 美味人生         | CCTV     |                            |
| 2015 | Đêm nhạc hội mừng xuân Ất Mùi | 山东卫视羊年春晚 | Sơn Đông | Trịnh Diệc Đồng            |
| 2015 | Na Tra náo hải                | 冰光闹海         |          |                            |
| 2015 | Ai là người sống sót          | 谁是幸存者       | An Huy   | Lý Y Hiểu, Ngô Trác Hàn    |
| 2016 | Star                          |                  | LeTV     | Lý Y Hiểu, Trịnh Diệc Đồng |

### Quảng cáo
| Năm  | Nhãn hàng                            | Quảng cáo với | Ghi chú                                    | Tham khảo |
| ---- | ------------------------------------ | ------------- | ------------------------------------------ | --------- |
| 2013 | Mặt dây chuyền kim cương Forevermark | Lý Mộc Tử     | [Dấu ấn vĩnh cửu] qua MV Tình yêu dưới mưa | [ 15 ]    |